# Box Elder (Dacota do Sul)
Box Elder é uma cidade localizada no estado norte-americano de Dacota do Sul, no Condado de Meade e Condado de Pennington.

## Demografia
Segundo o censo norte-americano de 2000, a sua população era de 2841 habitantes. 
Em 2006, foi estimada uma população de 3078, um aumento de 237 (8.3%).

## Geografia
De acordo com o United States Census Bureau tem uma área de 
15,0 km², dos quais 15,0 km² cobertos por terra e 0,0 km² cobertos por água. Box Elder localiza-se a aproximadamente 925 m acima do nível do mar.

## Localidades na vizinhança
O diagrama seguinte representa as localidades num raio de 12 km ao redor de Box Elder. 